# Mirapuri
Mirapuri è una comunità di meditazione yoga integrale e di ispirazione induista che ha sede a Coiromonte di Armeno, in provincia di Novara, sulle colline che sovrastano il lago d'Orta e il lago Maggiore.

## Origini e pensiero
Fondata nel 1978 da Michel Montecrossa, musicista cyber rock, ispiratore di una analoga iniziativa a Gauting, presso Monaco di Baviera, in Germania, la comunità si ispira all'insegnamento e agli ideali new Age di pace ed amore dei mistici indiani Sri Aurobindo e Mirra Alfassa. La 'cittadella' in cui tale comunità risiede si estende intorno al Miramandir, luogo di culto articolato in tre livelli: un primo per la meditazione collettiva; un secondo per quella individuale e un terzo adiacente ad un giardino botanico.

## Attività correlate
Nell'ambito di Mirapuri si tiene annualmente il festival musicale denominato Spirit of Woodstock Festival che ospita gruppi musicali di musica cyberrock, trance, folk, metal, elettronica, punk, pop, rockabilly, blues, psichedelica. Contestualmente si tiene un annuale festival cinematografico centrato su tematiche tipiche della sottocultura cyber.
Il fondatore Michel Montecrossa è egli stesso un cyber artista: musicista, pittore, regista cinematografico e autore di liriche. Figlio musicisti (il padre era un violinista di Memphis e la madre cantava in un coro di Vienna; conosciutisi a Parigi hanno poi girato l'Europa, gli Stati Uniti e l'Asia, dove si sono avvicinati alle religioni induiste), ha iniziato a suonare la chitarra, l'armonica a bocca ed il pianoforte a sei anni.
È conosciuto per aver inciso diversi album discografici con canzoni proprie e cover di cantanti celebri come Bob Dylan ed Elvis Presley, nel 1993 ha inaugurato all'interno di Mirapuri la manifestazione canora Spirit of Woodstock, in omaggio e ricordo al festival di Woodstock del 1969. L'album di debutto lo ha pubblicato nel 2000. Intitolato Born in Time, consiste in una collezione di cover di canzoni di Bob Dylan.
Sebbene sia essenzialmente un artista solista, si esibisce nei concerti accompagnato da un gruppo musicale chiamato The Chosen Few, composto da Mirakali (chitarra, voci, tastiere, sintetizzatori), Mirachandra (batteria digitale), Diana Antara (tastiere, voci, sintetizzatori) e David Butterfield (chitarra, voci, basso elettrico). Nel 2004 il gruppo ha inciso un album di motivi originali intitolato Songs Like Kisses.